# Giovanni Beltrami (1770-1854)
Pour les articles homonymes, voir Giovanni Beltrami et Beltrami.
Giovanni Beltrami, né le 26 octobre 1770 à Crémone, et mort en avril 1854 dans cette même ville, est un graveur de pierres fines et médailleur italien.

## Biographie

### Naissance
Giovanni Beltrami est né le 26 octobre 1770 à Crémone.

### Carrière
Son père est un joaillier, et c'est pour lui qu'il commence à tailler des pierres. À l'exception d'un cours préliminaire avec Giacomo Guerrini (en), il est autodidacte. Son beau travail lui permet d'obtenir un mécène en Eugène de Beauharnais, pour lequel il exécute seize camées, représentant des épisodes de l'histoire de Psyché. À la demande de l'impératrice d'Autriche, il prépare, en 1815, un camée de son père, le roi de Bavière, et dix ans plus tard, un portrait similaire de son mari, François Ier. Son habileté est telle qu'à une occasion il reproduit " La Cène du Seigneur " de Léonard de Vinci, sur une seule topaze.
Son travail, exécuté avec une attention méticuleuse aux détails, consiste principalement en des reproductions de camées de peintures sur des pierres de grande taille. Son chef-d'œuvre est la Tente de Darius (1828 ; Cremona, Mus. Civ.), sculptée dans la topaze brésilienne blanche et basée sur le tableau de Charles Le Brun (Château de Versailles).
Ses nombreuses œuvres, presque toutes dispersées, sont documentées dans les sources littéraires.[réf. souhaitée]

### Décès
Giovanni Beltrami meurt en avril 1854 dans sa ville natale,.